# La Nuit (Beckmann)
La Nuit (en allemand : Die Nacht) est un tableau de Max Beckmann réalisé en 1918-1919, sur toile de châssis, c'est une peinture à l'huile de format 133 × 154 cm.
Le mouvement est l'expressionnisme allemand. Il est conservé au musée Kunstsammlung Nordrhein-Westfalen, Düsseldorf.